# Tu t’en vas
Tu t’en vas (französisch für „Du gehst fort“) ist ein Chanson-Duett von Alain Barrière und Noëlle Cordier. Veröffentlicht wurde Tu t’en vas als Single 1975 in Deutschland bei Ariola; als B-Seite war Un poète von Barrière enthalten. In Frankreich erschien das Lied im selben Jahr bei  Albatros/Discodis. Laut Discogs erschien die erste Version 1974 bei Able in Kanada. Mit diesem Chanson erreichte Barrière  seinen größten Erfolg in den französischen Charts mit einer Million verkaufter Exemplare und den europaweiten, aber auch internationalen Durchbruch.

## Inhalt
Das Chanson beschreibt den melancholischen Zustand der Trennung eines Liebespaares. Die Protagonisten haben Angst vor der Stille und der Einsamkeit. Die letzten Zeilen lauten: J′ai peur de toi j'ai peur de moi / J′ai peur que vienne le silence; deutsch: Ich habe Angst vor dir ich habe Angst vor mir / Ich habe Angst dass das Schweigen kommt.

## Charts und Chartplatzierungen
| ChartsChartplatzierungen | Höchstplatzierung | Wochen |
| ------------------------ | ----------------- | ------ |
| Deutschland (GfK)        | 2 (29 Wo.)        | 29     |
| Österreich (Ö3)          | 1 (28 Wo.)        | 28     |
| Schweiz (IFPI)           | 2 (25 Wo.)        | 25     |

## Coverversionen
Es gibt zahlreiche Coverversionen in mehreren Sprachen. Im Jahr 1975 gab es die erste deutsche Version von Adam & Eve mit dem Titel Du gehst fort. Diese wurde 1992 von Ireen Sheer und Bernhard Brink gecovert. Es gab auch 1975 eine englische Version mit dem Titei If You Go von Barry & Eileen sowie niederländische, finnische und litauische Versionen des Chansons. Die letzte deutsche Version wurde 2020 von Tommy Steib & Monique gecovert.